# Барш (дворянский род)
Барш (нем. von Bars) — дворянский род.
Происходит от Саввы Барша, выехавшего в Россию из Фрисландии при Петре Великом. Старший сын его, Яков Саввич (1692—1755), был вице-адмиралом, оставил после себя сына Ивана (1728—1806), бывшего адмиралом и главным командиром Архангельского порта. Сыновья Ивана Яковлевича, Николай Иванович (1762—1816) и Иван Иванович (?—1823), также служили в российском военном флоте и были кавалерами ордена св. Георгия 4-й степени, кроме того, Николай был Вологодским гражданским губернатором.
Род Барш внесён в IV часть родословной книги Вологодской губернии.

## Описание герба
Щит разделён на четыре части, из них в первой в серебряном поле находится нагой муж, опоясанный листвием, имеющий в правой руке дубину. Во второй и третьей частях в голубом поле изображены по одной шестиугольной серебряной звезде. В четвёртой части в красном поле золотой лев, стоящий на задних лапах, держит передней правой лапой колчан со стрелами.
Щит увенчан дворянскими шлемом и короной. Нашлемник: выходящая в латах рука с мечом. Намёт на щите голубой, подложенный серебром. Герб рода Барш внесён в Часть 5 Общего гербовника дворянских родов Всероссийской империи, стр. 130.